# قره‌لر (تووز)
قره‌لر (به ترکی آذربایجانی: Qaralar) یک منطقه مسکونی در جمهوری آذربایجان است که در شهرستان تووز واقع شده است. قره‌لر ۲۵۴ نفر جمعیت دارد. فرودگاه های بین المللی مدنی در ایران و Ferit Melen در ترکیه، نزدیک ترین فرودگا های به این منطقه می باشند.